# 子連れ狼 地獄へ行くぞ!大五郎
『子連れ狼 地獄へ行くぞ!大五郎』（こづれおおかみ じごくへいくぞ だいごろう）は、1974年4月に東宝系で封切り公開された日本映画。勝プロダクション製作、若山富三郎主演の映画版『子連れ狼』の第6作にして最終作。カラー、シネスコ、84分。

## 概要
映画版『子連れ狼』シリーズ最終作。原作者の小池一雄に代わり、本作では中村務が脚本を担当した。シリーズお馴染みの手押し車（乳母車）を橇に仕立て、雪山でのダイナミックなスキースタントを決行した、それまで以上に大がかりなアクション満載の荒唐無稽な作品となっている。
中村によると、シリーズも6作目に及び、原作準拠とはいえ、さすがに人間ドラマにも尽き、アクション主体の構成とせざるを得なかったという。
若山版のシリーズは本作が最終作となったため、拝一刀と宿敵柳生烈堂との決着はつけられないまま、未完となった。

## スタッフ
- 製作：若山富三郎、真田正典
- 原作：小池一雄、小島剛夕
- 脚本：中村努
- 監督：黒田義之
- 助監督：小倉洋二
- 撮影：牧浦地志
- 音楽：村井邦彦
- 美術：内藤昭
- 録音：林土太郎
- 照明：美間博
- 編集：谷口登司夫
- 殺陣：宍戸大全

## 出演者
- 拝一刀：若山富三郎
- 柳生香織：瞳順子
- 拝大五郎：富川晶宏
- 石根小角：睦五郎
- 無堂：草野大悟
- 無我：宮口二郎
- 無門：石橋蓮司
- 将軍：石山律雄
- 梓：小林千枝
- 今西采女：守田学哉
- 富田帯刀：藤山浩二
- 清田竜之介：佐藤京一
- 堀江太郎衛門：滝義郎
- 畠中多門：原田力
- 岡田業之進：西田良
- 真崎弥十郎：岩尾正隆
- 渡世人：森章二
- 鳥追女：山吹まゆみ
- 酒井清乃
- 神田紘司
- 沖時男
- 堀北幸夫
- 土蜘蛛：小中松治郎
- 黒鍬：吉田晴一
- 立花文蔵：丸尾好広
- 山崎嵯都子
- 片山静治
- 柳生烈堂：大木実
- 土蜘蛛兵衛：木村功

## 製作
監督は三隅研次に依頼されたが、三隅は「こんなんようやらん、こんなん西部劇やないか」と難色を示し、引き受けなかった。『スポーツニッポン』1974年3月6日付には「三隅研次監督が体調不良のため演出辞退」と書かれている。が、若山は手押し車を橇にした雪山のアクションがどうしてもやりたいと熱望した。これを受けて、「アクションが撮れる監督を」と、黒田義之にメガホンが渡された。三隅に頭が上がらない若山にしてみれば、黒田監督とのコンビになる本作は、シリーズ最後で初めて誰にも遠慮なく、思い通りのアクションを演じられた作品ではないかと中村は語っている。
クランクイン前に大五郎役の富川晶宏がはしかに罹り、クランクインに間に合わないと判断され、大騒ぎになった。急ぎスタッフで代役を探し、児童劇団を回ったが、適当な子役がおらず、難航した。ところが富川の見舞いにいった若山が「残念だけど早く病気を治すんだよ」と伝えたら、悲しそうに下を向く富川を見てたまらず若山が富川の回復を待つことに決め、代役探しは終了した。
1974年3月11日、蔵王の雪山ロケからクランクイン。当地のスキー場で、1ヶ月半かけて撮影が行われた。スキースタントは当初、殺陣師の宍戸大全が後輩の1級のスキーヤーを100人ほど呼び寄せて撮入したが、手押し車の橇を主体にしたアクションがうまくいかず、地元のプロスキーヤーにスタントを切り替えて、ジャンプ台を使った防御型の殺陣に変更された。棒高跳びの要領で一刀を襲う柳生先陣のスタントも、宍戸が棒高跳びの選手を呼んで撮影した。
撮影は雪中で行われたが、機材のバッテリーが気温が零下20度を超すと放電してしまい、撮影続行不能となった。が、当初は原因が分からず、何度も撮影を中断する羽目となったという。

## 参考資料
- 『子連れ狼 かくも格調高きプログラム・ピクチュア』（『子連れ狼 冥府魔道』DVD・特典ディスク）